# 모든 식재료를 넣은 음식
로파도테마코셀라코갈레오크라니오레입사노드리미포트리마토실피오카라보멜리토카타케키메노키클레피코시포파토페리스테라렉트리오놉토케팔리오킹클로펠레이오라고오시라이오바페트라가놉테리곤(그리스어: 
λοπαδοτεμαχοσελαχογαλεοκρανιολειψανοδριμυποτριμματοσιλφιοκαραβομελιτοκατακεχυμενοκιχλεπικοσσυφοφαττοπεριστεραλεκτρυονοπτοκεφαλλιοκιγκλοπελειολαγῳοσιραιοβαφητραγανοπτερύγων)은 고대 그리스의 작가 아리스토파네스의 <여인들의 민회>에 언급된 가상의 요리이다.
번역하면 "고기, 소스, 반찬 등을 총집합한 요리" 정도로 해석된다.
원래 그리스어로는 171글자가 되며, 서구 문학소설에 등장한 단어 중 가장 긴 글자의 단어로 여겨지고 있다. 1990년에는 같은 기록으로 기네스북에 오르기도 했다.

## 원문
'로파도테마코셀라코갈레오크라니오레입사노드리미포트리마토실피오카라보멜리토카타케키메노키클레피코시포파토페리스테라렉트리오놉토케팔리오킹클로펠레이오라고오시라이오바페트라가놉테리곤'이라는 단어는 작중에서 아테나이 연인들이 여성들로만 구성된 신체제를 이룩한 뒤, 처음 주최한 연회에 블레퓌루스(와 관중들)이 모이러 갈 때 부르는 마지막 합창 부분에서 등장한다. 원문은 다음과 같다.
[1167] 여기 당신들도, 늘씬한 다리로 노래박자에 맞춰 춤춰봐요.
[1168] 머지않아 우린 입댈 것이에요.
[1170] 로파도테마코셀라코갈레오크라니오레입사노드리미포트리마토실피오카라보멜리토카타케키메노키클레피코시포파토페리스테라렉트리오놉토케팔리오킹클로펠레이오라고오시라이오바페트라가놉테리곤을요.
[1175] 어서요, 빨리, 잔 잡아들고 가서 식탁 자리 잡아요. 나머지분들도 지금쯤이면 턱이 움직일 테지요.— 아리스토파네스, <여인들의 민회> (1938년 유진 오닐 역)

이 단어는 번역본에 따라 그리스어 표기를 그대로 갖다쓰기도 하며, 위에서 인용한 1938년 유진 오닐의 영어 번역본이 그 예이다. 하지만 대부분 번역본에서는 그 속뜻을 적절하게 한 단어 내지는 한 문장으로 옮기고 있다. 2010년 천병희가 펴낸 《아리스토파네스 희극 전집》 2권에서 처음으로 번역된 <여인들의 민회>에서는 다음과 같이 '한 문장'으로 번역하였다.
곧 식탁에 오를 테니까요,
소금에 절인 물고기와 상어와 돔발상어와
숭어와 식초 소스를 친 청어와
개똥지빠귀와 찌르레기와 각종 비둘기와
수탉과 팬에 구운 할미새와 종다리와
마리네이드에 담근 산토끼고기 필레가
모두 실피온과 꿀과 올리브유가
뚝뚝 듣는 가운데.

## 재료
'로파도테마코셀라코갈레오크라니오레입사노드리미포트리마토실피오카라보멜리토카타케키메노키클레피코시포파토페리스테라렉트리오놉토케팔리오킹클로펠레이오라고오시라이오바페트라가놉테리곤'은 총 17가지의 재료를 넣고 끓인 잡탕, 지금으로 치면 프리카세에 해당되는 요리로 묘사된다. 그 재료는 대략 다음과 같다.
- 생선
- 판새류 생선 (돔발상어)
- 상어 머리
- 실피움 - 고대 그리스에서 약초로 쓰던 식물
- 게, 새우, 가재 등의 갑각류
- 꿀
- 개똥지빠귀 또는 놀래기류 생선
- 숲비둘기
- 집비둘기
- 수탉
- 구운 논병아리 머리
- 멧토끼, 새 또는 무순류
- 머스트 - 불에 졸인 포도즙
- 날개, 지느러미

### 내용주
1. ↑  아래의 내용은 1938년 유진 오닐 (Eugene O'Neill)이 번역 출간한 영문판을 한국어로 다시 번역한 부분이다. 이후 소개할 한국어 출판물과 비교했을 때 부정확할 수 있다.

### 참조주
1. ↑  Aristophanes, Ecclesiazusae (ed. Eugene O'Neill, Jr.), line 1163
2. ↑  Henry George Liddell, Robert Scott, A Greek-English Lexicon, λοπα^δο-τεμα^χο-σελα^χο-γα^λεο-κρα_νιο-λειψα^νο-δρι_μ-υ^ποτριμ-μα^το -σιλφι^ο-κα_ρα^βο-μελι^το-κα^τα^κεχυ^μενο-κιχ...
3. 1 2  Guinness Book of World Records, 1990 ed, pg. 129 ISBN 0-8069-5790-5
4. ↑  “Aristophanes, Ecclesiazusae (ed. Eugene O'Neill, Jr.), line 1163”. Perseus.tufts.edu. 2011년 1월 27일에 확인함.
5. ↑  천병희 (2010). 《아리스토파네스 희극 전집 2》. 도서출판 숲. 336쪽. ISBN 978-89-91290-39-6.